# Take My Hand, Precious Lord
Take My Hand, Precious Lord (também conhecido como "Precious Lord, Take My Hand") é uma canção gospel. A letra foi escrita por Thomas A. Dorsey, que também adaptou a melodia.

## Origem
A melodia é creditada a Dorsey, extraída extensivamente da melodia do hino "Maitland" de 1844. "Maitland" é frequentemente atribuído ao compositor americano George N. Allen (1812-1877), mas a fonte mais antiga conhecida (Coleção Plymouth, 1855) mostra que Allen foi o autor/adaptador do texto "Must Jesus bear the cross alone,"("Deve Jesus carregar a cruz sozinho?") não o compositor da canção, e a música em si foi impressa sem atribuição por muitos anos. "Maitland" às vezes também é atribuído ao Oberlin Social and Sabbath School Hymn Book, que Allen editou, mas esta coleção não contém música. Esta música apareceu originalmente em hinários e livros de músicas como "Cross and Crown"; o nome "Maitland" aparece já em 1868. Dorsey disse que ouviu Blind Connie Williams cantar sua versão dessa música com "Precious Lord" e a usou como inspiração. Dorsey escreveu "Precious Lord" em resposta ao seu luto inconsolável pela morte de sua esposa, Nettie Harper, no parto, e de seu filho pequeno em agosto de 1932. (O Sr. Dorsey pode ser visto contando essa história no documentário de música gospel de 1982, Say Amen, Somebody.) A gravação mais antiga conhecida foi feita em 16 de fevereiro de 1937, pelos Heavenly Gospel Singers (Bluebird B6846). "Take My Hand, Precious Lord" foi publicado pela primeira vez em 1938. "Take My Hand, Precious Lord" foi publicado em mais de 40 idiomas.

## Performances
Era a canção favorita de Martin Luther King Jr., e ele convidava frequentemente a cantora gospel Mahalia Jackson para cantá-la em comícios pelos direitos civis para inspirar multidões; a pedido dele, ela cantou em seu funeral em abril de 1968. As últimas palavras de King antes de seu assassinato foram um pedido ao músico Ben Branch para tocá-la em um culto ao qual ele compareceria naquela noite. As últimas palavras exatas de King foram: "Ben, certifique-se de tocar 'Take My Hand, Precious Lord' na reunião desta noite. Toque bem bonito." A cantora de ópera Leontyne Price cantou no funeral de estado do presidente Lyndon B. Johnson em janeiro de 1973, e Aretha Franklin cantou no funeral de Mahalia Jackson em 1972. Franklin também gravou uma versão ao vivo para seu álbum Amazing Grace (1972) como um medley com "You've Got a Friend". Foi cantada por Nina Simone na Westbury Music Fair em 7 de abril de 1968, três dias após o assassinato de King. Aquela noite foi dedicada a ele e gravada no álbum 'Nuff Said!. Também foi interpretada por Ledisi no filme e trilha sonora de Selma, em que Ledisi interpreta Mahalia Jackson. Também foi cantada por Beyoncé no 57º Grammy Awards em 8 de fevereiro de 2015. Dave Grohl recitou a letra da canção em uma cerimônia em memória de seu amigo Lemmy da banda Motörhead, em janeiro de 2016.

## Gravações
Muitos músicos notáveis gravaram "Take My Hand, Precious Lord". Foi gravada por Mahalia Jackson na terça-feira, 27 de março de 1956, no álbum Bless This House (Columbia Records CL 899) com The Fall-Jones Ensemble: Mildred Falls (piano), Ralph Jones (órgão).
- 1937: Heavenly Gospel Singers (Bluebird B6846)
- 1938: Selah Jubilee Singers (Decca 7598)
- 1939: The Soul Stirrers (Down Beat 103)
- 1941: Sister Rosetta Tharpe (Decca 8610)
- 1954: The Blind Boys Of Alabama em Oh Lord, Stand By Me (Speciality)
- 1954: Little Jimmy Dickens em Old Country Church (Columbia)
- 1956: Mahalia Jackson em Bless This House (Columbia)[12]
- 1956: Aretha Franklin em Songs of Faith
- 1957: Elvis Presley em Elvis' Christmas Album (RCA Victor)
- 1961: Blind Connie Williams
- 1963: Ralph Carmichael em Hymns at Sunset (Capitol, relançado em 1972 pela Light Records)
- 1982: Al Green em Precious Lord (vencedor do Grammy)
- 2014: Ledisi no filme Selma
- 2017: Dee Dee Bridgewater em Memphis... Yes, I'm Ready
- 2019: Kimbra em Offering, álbum para a caridade
- 2023: Kristin Hayter em seu álbum Saved!

## Críticas
"Take My Hand, Precious Lord" foi incluído no Hall da Fama da Música Gospel em 2007. Também foi incluído na lista de Canções do Século, pela Recording Industry Association of America e pelo National Endowment for the Arts. Em 2012, a gravação de "Precious Lord, Take My Hand" de Mahalia Jackson foi homenageada com o Grammy Hall of Fame Award.